# Сборная Богемии по хоккею с шайбой
Сборная Богемии по хоккею с шайбой — хоккейная сборная, представлявшая Богемию (западная часть современной Чехии), область Австро-Венгрии, на международных хоккейных турнирах. Сборная существовала с 1909 по 1918 год. 
Команда выиграла золотые медали чемпионатов Европы в 1911, 1912 (турнир аннулирован) и 1914 годах и серебряные в 1913. Официальной правопреемницей сборной Богемии стала сборная Чехословакии.

## История

### Первый турнир
Сборная Богемии стала участницей первого турнира, который прошёл под эгидой ЛИХГ (старое название ИИХФ). Это было в феврале 1909 года во французском Шамони. Несмотря на 4 поражения от команд Франции (1:8), Швейцарии (2:8), Великобритании (0:11) и Бельгии (1:4), этот турнир стал неоценимым опытом для чешских хоккеистов, которые спустя 2 года стали сильнейшими в Европе. Первопроходцами современного чешского хоккея стали 7 человек, представлявших сборную Богемии на том турнире: вратарь Йозеф Грусс, защитники Болеслав Хаммер и Ян Фляйшманн, полузащитник Цтибор Малы, нападающие Ярослав Ярковски, Ян Палоуш и Отакар Виндиш. Автором исторической первой шайбы стал Ян Палоуш. Остальные голы забили Ярковски (2) и Виндиш.

### Чемпионат Европы 1911
Из-за отсутствия льда хоккеисты Богемии не принимали участие в первом чемпионате Европы, прошедшем в швейцарском Монтрё в 1910 году. Зато на следующем чемпионате, состоявшемся в Берлине, сборная Богемии стала чемпионом. Были одержаны победы над сборными Швейцарии (13:0), Германии (4:1) и Бельгии (3:0). Золотые медали завоевали вратарь Иржи Гамачек, защитники Ян Фляйшманн, Ян Палоуш, полузащитник Отакар Виндиш, нападающие Ярослав Ярковски, Йозеф Шроубек, Ярослав Йирковски и Йозеф Рублич. Ярослав Ярковски стал лучшим бомбардиром турнира, забросив 9 шайб. Также авторами голов стали Йирковски (5), Шроубек (4), Виндиш (2).

### Чемпионат Европы 1912
В 1912 году команда Богемии повторила свой успех, став чемпионом Европы в Праге. Но позднее результаты турнира были аннулированы из-за того, что сборная Австрии официально стала членом международной федерации хоккея 18 марта, а турнир проводился со 2 по 4 февраля. Австрийская сборная была приглашена на чемпионат из-за малого количества участников. Сборная Богемии на чемпионате победила Австрию со счётом 5:0 и сыграла в ничью с Германией 2:2, которую обошла по разнице шайб. Чемпионами Европы стали: вратарь Карел Вельцер, защитники Ян Фляйшманн, Ян Палоуш, полузащитник Отакар Виндиш, нападающие Ярослав Ярковски, Йозеф Шроубек и Ярослав Йирковски. Ярковски, забросив 3 шайб, поделил титул лучшего бомбардира вместе с немцем Францем Ланге. Шайбы у сборной Богемии также забрасывали Йирковски (2), Шроубек (1), Виндиш (1).

### Чемпионат Европы 1913
С 25 по 27 января 1913 года в Мюнхене прошёл 4-й чемпионат Европы. Сборная Богемии после двух подряд побед, на сей раз стала второй, уступив Бельгии по разнице шайб. На чемпионате Богемия сыграла 3 матча, одержав 2 победы на Германией (4:2) и Австрией (7:0) и сыграв вничью с Бельгией (4:4). В составе сборной Богемии играли: вратарь Ян Пека, защитники Ян Фляйшманн, Ян Палоуш, полузащитник Йозеф Шроубек, нападающие Ярослав Ярковски, Отакар Виндиш, Ярослав Йирковски и Йозеф Рублич. Шайбы забрасывали: Йирковски (6), Виндиш (4), Ярковски (2), Шроубек (2), Палоуш (1).

### Чемпионат Европы 1914
В 1914 году сборная Богемии вернулся себе звание сильнейшей в Европе, выиграв чемпионат, проходивший в Берлине. В первом матче была обыграна Бельгия с рзгромным счётом 9:0. 27 февраля 2014 года Богемия победила Германию 2:0, став в 3-й раз в своей истории чемпионом Европы. Состав победителей был таков: вратари Ян Пека и Вацлав Понделичек, защитники Ян Фляйшманн, Франтишек Рублич, полузащитник Йозеф Лоос, нападающие Ярослав Йирковски, Ян Палоуш, Карел Пешек и Йозеф Парал. Ярослав Йирковски забросил 7 шайб и стал лучшим бомбардиром. Авторами остальных шайб стали Пешек (3) и Парал.
Чемпионат Европы 1914 года стал последним турниром в истории сборной Богемии. После первой мировой войны королевство Богемия прекратило своё существование, образовалась Чехословакия, которая и стала правопреемницей Богемии, в том числе на хоккейной арене.

## Исторические названия сборной
Сборная Богемии по хоккею →  Сборная Чехословакии по хоккею →  Сборная Чехии по хоккею